# La Encina (Villena)

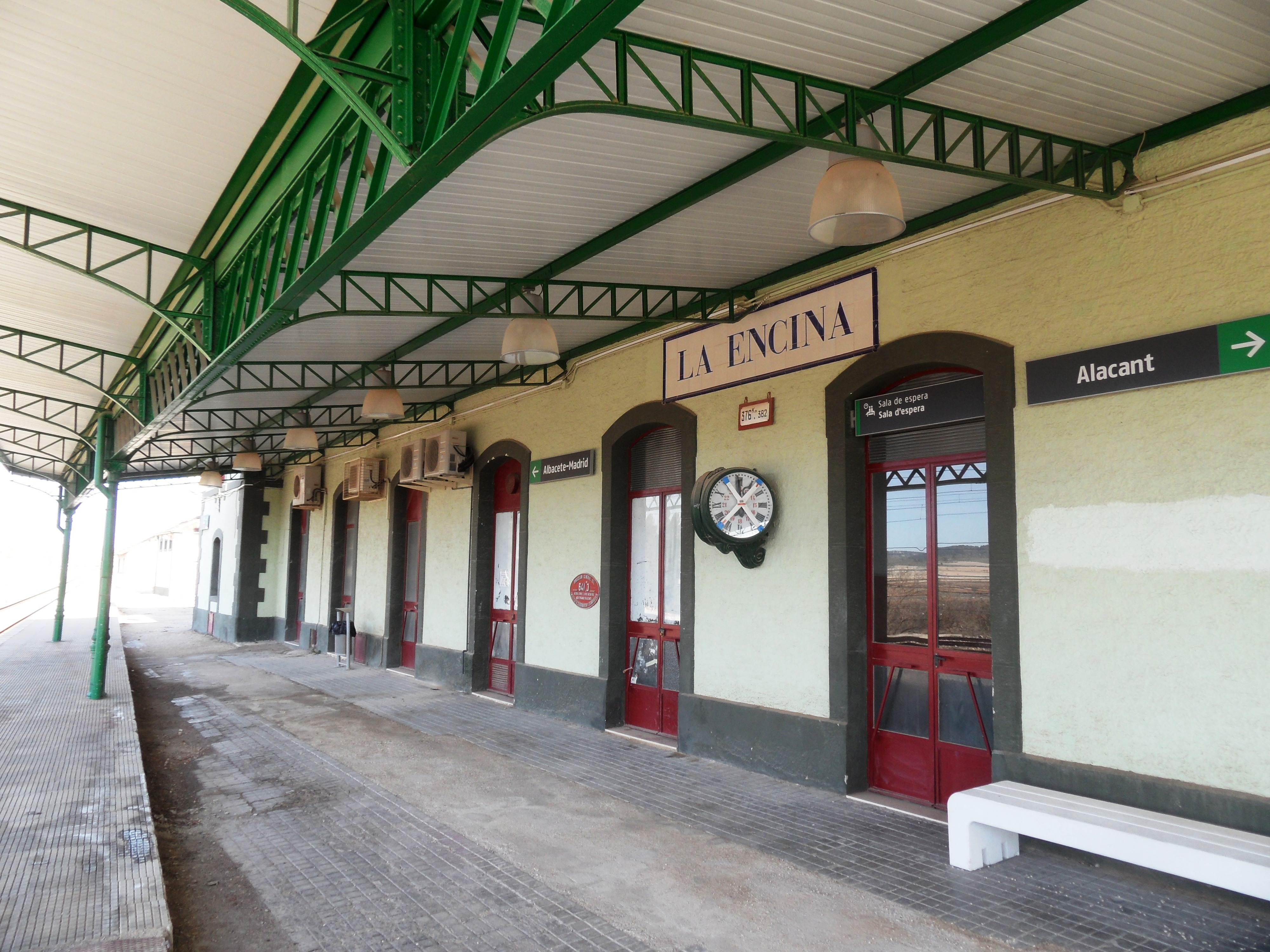
Edificio de la estación de La Encina.

La Encina es una pedanía situada en el noroeste del término municipal de Villena (Alicante), a 18 km de distancia de dicha localidad de la comarca del Alto Vinalopó, junto a los límites de las provincias de Alicante,  Valencia y  Albacete. Se encuentra a una altitud de 638 m s. n. m. y cuenta con una población de 122 habitantes (INE 2020).
Está reconocida por la Fundación de los Ferrocarriles Españoles como uno de los 14 poblados ferroviarios puros que existen en España (y el único en la Comunidad Valenciana).

## Geografía física
La Encina está emplazada a los pies de la Herrada del Rocín y frente a la Sierra de la Oliva o de Santa Bárbara. Es la entrada natural al Valle de los Alhorines, lo que la convierte en un importante cruce de caminos entre el Mediterráneo y la Meseta a lo largo de toda su historia.

### Clima
El clima de La Encina es un clima mediterráneo claramente continentalizado, con veranos calurosos y secos, aunque con posibilidad de intensas tormentas de poca duración y acompañadas de fuerte aparato eléctrico; y con inviernos fríos, con tendencia a tener alguna fuerte nevada esporádica debido a su altitud. Las mayores precipitaciones se recogen en otoño y primavera, aunque la pluviometría anual es de solo unos 380 mm. Los vientos predominantes son de poniente (oeste). La temperatura media anual es de aproximadamente 13 °C, aunque la amplitud térmica puede llegar a superar los 20 °C. De hecho, las temperaturas máximas diarias pueden llegar a los 40 °C en julio y agosto, mientras que las mínimas pueden bajar de los -10 °C en invierno.

## Ecología
La flora y la fauna de La Encina son las características del Sistema Prebético Externo.

### Flora
Dentro del reino Plantae predomina el matorral y el manto herbáceo formados por la stipa barbata (muy rara en la Comunidad Valenciana), la sabina, el labiérnago, el lentisco, el romero, la aliaga, el tomillo, el esparto, etc. Mientras que la vegetación arbórea es escasa, siendo la especie más extendida el pino carrasco, además hay una importante masa arbórea de almendros a los pies de la Herrada del Rocín.

### Fauna
En cuanto a la fauna que habita en la zona, podemos encontrarnos con especies como la lagartija, la salamanquesa, la víbora hocicuda y numerosos insectos (libélulas, mantis, abejas, avispas, escarabajos,...), arácnidos (arañas, escorpiones,...) y quilópodos. Entre los mamíferos hay que mencionar la liebre, el conejo, el erizo, el murciélago, el zorro y el jabalí. Y en lo referente a las aves, son comunes durante todo el año las perdices, palomas, abubillas, gorriones, etc. mientras que son visitantes asiduos en verano las golondrinas, los vencejos, etc.

## Historia
Los asentamientos más antiguos conocidos corresponden a un yacimiento arqueológico de la Edad del Bronce situado en la Herrada del Rocín y a un posterior asentamiento íbero en El Rodriguillo.
Además se presume por diversos historiadores que durante la época romana se encontraba en esta zona la villa de Ad Aras que aparece en los Vasos Apolinares, aunque hasta la fecha no se han obtenido resultados arqueológicos que lo confirmen.
Posteriormente, durante la Edad Media pasó a ser un rico territorio de cultivo de cereales y pastoreo, disputado entre Onteniente y Caudete por una parte —ambas ciudades del Reino de Valencia que formaba parte de la Corona de Aragón— y además Villena por la otra —de la Corona de Castilla— dando como resultado uno de los litigios más largos de la Historia de España, conocido como el «Conflicto de los Alhorines».
A finales del siglo XVIII y principios del XIX se crean una serie de caminos con el fin de mejorar la comunicación de Madrid con las ciudades litorales, construyéndose en La Encina el Camino de la Reina, en dirección a Fuente la Higuera y Valencia, y el Camino Real, con destino Villena y Alicante. Cerca del cruce de ambos caminos existía una venta denominada Venta de La Encina (construida hacia 1840), que posteriormente daría nombre a la pedanía, y que junto a las casas de labor existentes en las proximidades serían el origen del poblado que se fue desarrollando con la llegada del ferrocarril.
En 1852 comienza la actividad ferroviaria en La Encina al concederse la construcción del ferrocarril Almansa-Alicante, que uniría definitivamente Alicante con Madrid por tren. Seis años después (1858) se inaugura oficialmente la línea ferroviaria Madrid-Alicante, explotada por MZA y promovida por el Marqués de Salamanca, don José de Salamanca, y el Marqués de Rioflorido, don José Viudes. Y tan solo un año más tarde se pone en funcionamiento la línea que conectaría Almansa con Valencia y Tarragona (AVT), pasando por La Encina, perteneciente al Marqués de Campo, don José Campo (y que sería absorbida en 1891 por la Compañía de los Caminos de Hierro del Norte de España). Si bien no será hasta 1863 cuando se inaugura la estación de La Encina que serviría para hacer transbordos entre las dos líneas, comenzando a consolidarse como uno de los nudos ferroviarios más importantes del país.
| Evolución demográfica de La Encina entre 1900 y 1986                               |
| ---------------------------------------------------------------------------------- |
|                                                                                    |
| Fuente:Francisco Esteve y José Luis Esparcia. Historia de La Encina y su estación. |

En 1932 intenta junto con La Zafra segregarse de Villena para establecerse en municipio independiente, presentando para ello, ante el consistorio villenense, un escrito acompañado de las firmas de los vecinos. Sin embargo, esta iniciativa es rechazada alegando que si se aprobase dicha petición, la solvencia económica del Ayuntamiento de Villena se vería mermada, al tratarse de las partidas más ricas del término municipal.
A pesar de este freno y la falta de inversiones municipales, La Encina siguió creciendo, favorecida por la intensa actividad ferroviaria, hasta sobrepasar los 1.200 habitantes en la década de los años 60. Sin embargo, a partir de la década de 1970, la mecanización y  la incorporación de nueva tecnología, como la sustitución de las locomotoras de vapor por las máquinas diésel, así como la posterior construcción del bypass  o variante de Caudete, que hacía innecesarios los transbordos e inversiones de marcha de los trenes con destino Valencia, propició un continuo y progresivo declive económico que se tradujo en un descenso de la población hasta la actualidad, que cuenta con 131 habitantes (INE 2015).
En diciembre de 2008 se rodó en el cementerio de La Encina parte del largometraje Estigmas del director Adán Aliaga.

## Transportes
Accesos por carretera

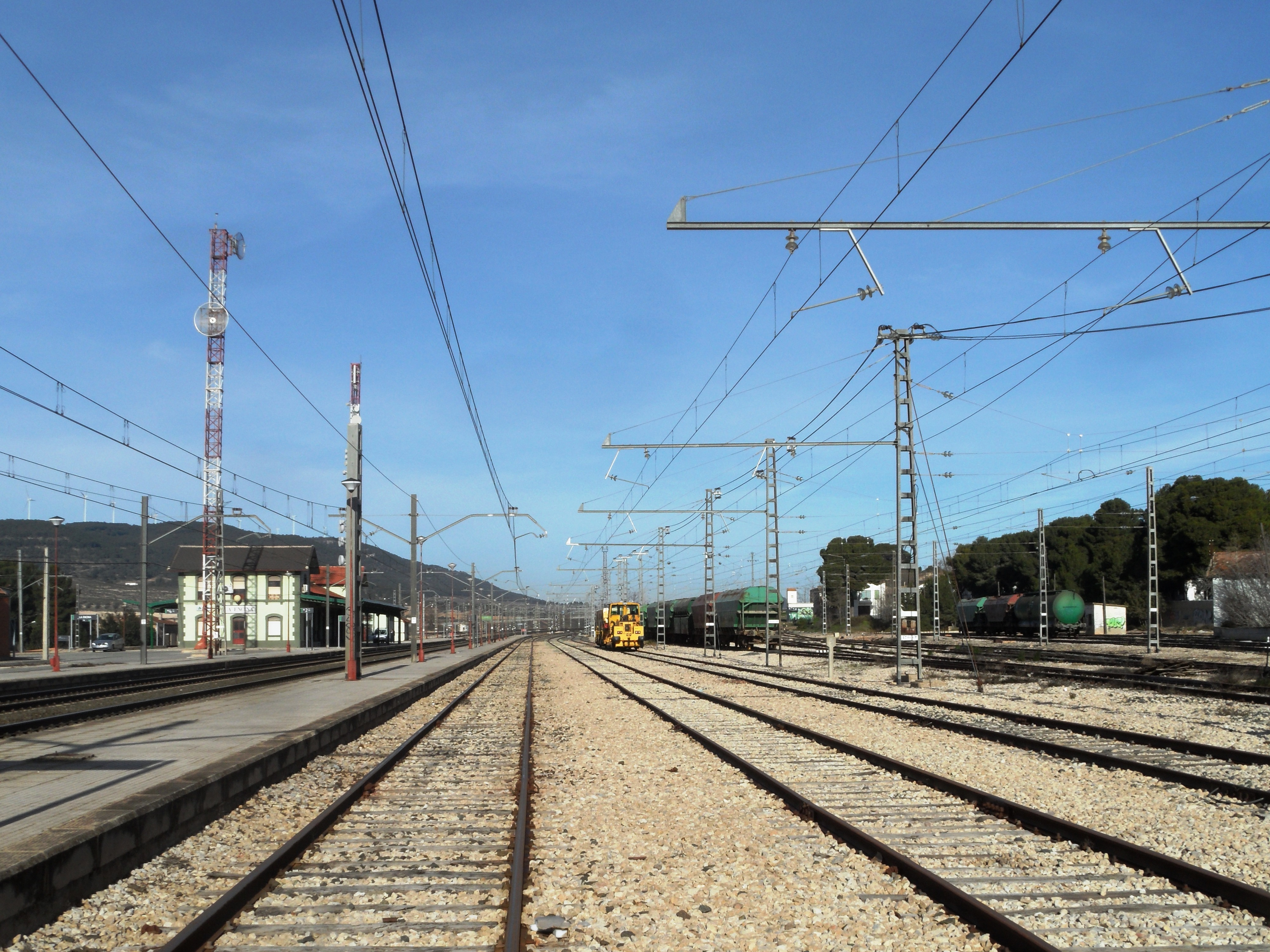
Vista general de la estación. A la derecha, algunas viviendas del pueblo.

Se accede por la carretera CV-808 que une La Encina con la Autovía A-31.
Autobuses
Existe un microbús que une La Encina con Villena por las mañanas (salida a las 10:00 h y regreso a las 13:30 h) de martes a viernes.[cita requerida]
Ferrocarril
Adif mantiene abierta la estación de pasajeros, en la que paran algunos regionales gestionados por Renfe Operadora que unen Albacete y Valencia.
Así, en sentido Albacete-Valencia paran:
- de lunes a jueves: 9:27 h
- viernes: 9:27 y 19:07 h
- sábados: 10:10 h
- domingos: 10:10 y 19:07 h

Mientras que en sentido inverso (de Valencia hacia Albacete) paran:
- de lunes a jueves: 18:20 h
- viernes: 16:21 y 18:20 h
- sábados: 18:20 h
- domingos: 16:21 y 18:20h

## Patrimonio

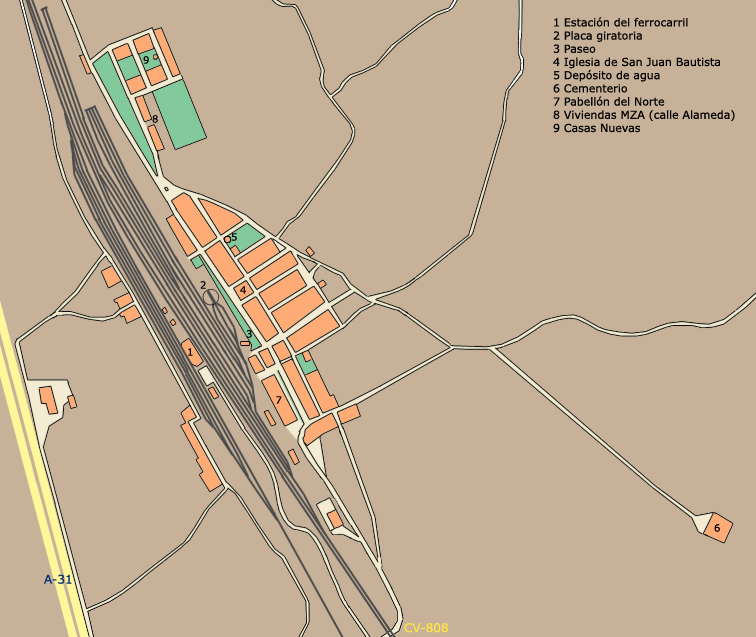
Plano de La Encina.

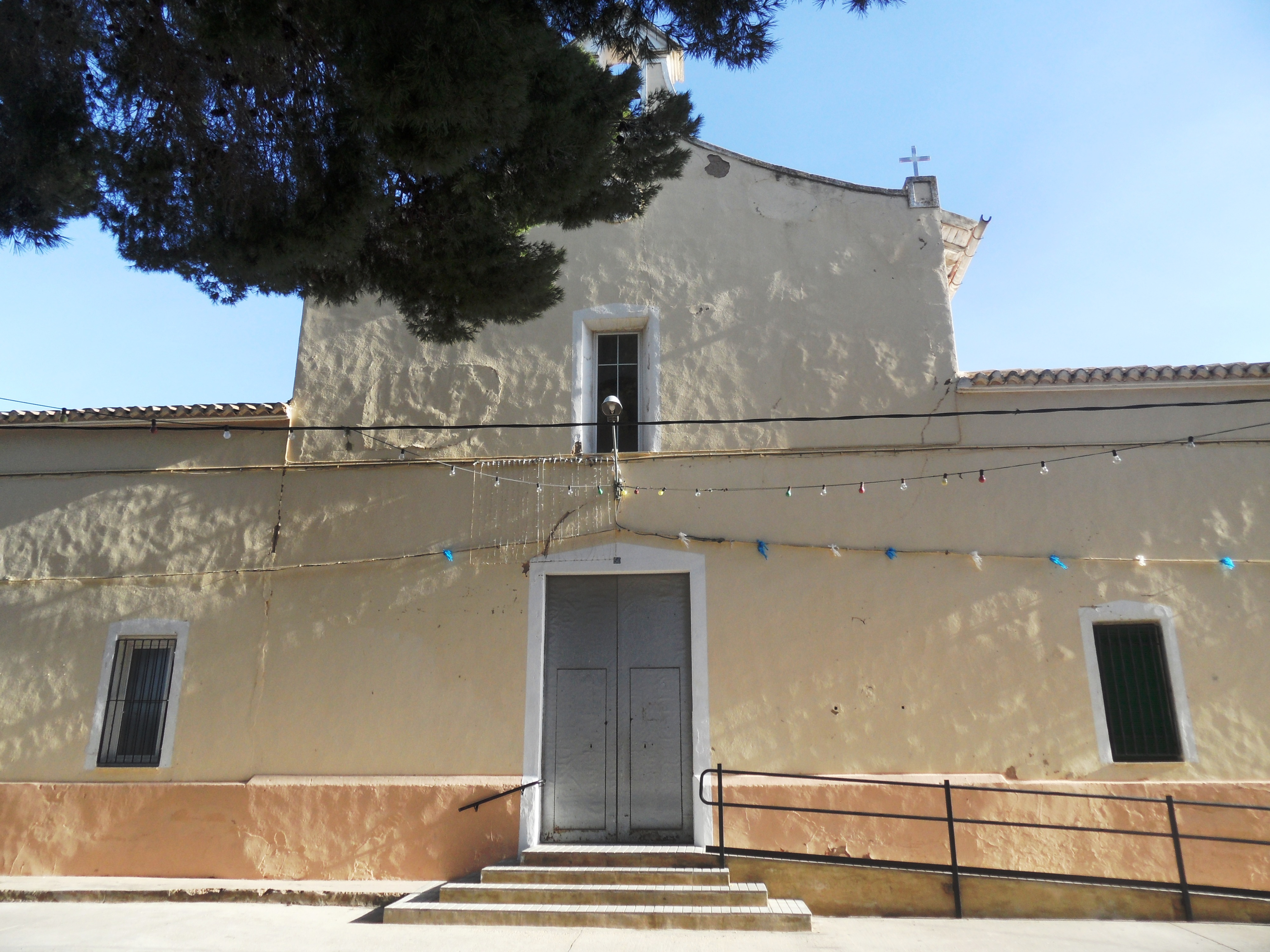
Iglesia de San Juan Bautista.

La Encina es un auténtico santuario ferroviario. Se encuentra protegido por el PGOU de Villena con un nivel de protección ambiental. Destacan, además de las viviendas edificadas para albergar a los ferroviarios (como el Pabellón del Norte, la calle Alameda o las Casas Nuevas), las siguientes construcciones:
- Estación de La Encina: Estación ferroviaria construida en 1878, tras haber sido quemada la primera que databa de 1863.

- Depósito de agua.

- Placa o puente giratorio: Estructura metálica destinada a cambiar de sentido las locomotoras. Ya existente en 1914.

- Iglesia de San Juan Bautista: Construida entre 1909 y 1913.

- Paseo de la Avda. Constitución: Paseo con numerosas señales y mobiliario ferroviario, además de la escultura de metal «La Encina a sus ferroviarios», realizada en recuerdo de la principal actividad del poblado durante décadas.

- Puente del Vado: Puente ferroviario de un solo vano en arco o bóveda de medio punto con trincheras laterales triangulares, construido por completo en sillería a finales del siglo XIX.

Aparte del patrimonio ferroviario también cuenta con varios yacimientos arqueológicos, entre los que destacan:
- Yacimiento arqueológico de la Herrada de El Rocín: Posible atalaya o puesto de control del Bronce Medio.

- Yacimiento arqueológico de El Rodriguillo: Aldea íbera de tamaño medio datada entre los siglos V y III a. C.

## Cultura

### Fiestas
- Fiestas de San Juan Bautista: Se vienen celebrando desde 1914 durante el jueves, viernes, sábado y domingo posteriores al 24 de junio. Entre los actos más importantes se incluyen el tradicional concierto de la Muy Laureada Banda Municipal de Villena, el desfile de disfraces, la ofrenda, la procesión, las "mascletás", el castillo de fuegos artificiales y la "cremá" de la falla.

- Día del vecino: Se celebra a mediados de agosto, cocinándose una paella gigante para todos los vecinos del pueblo.

- Navidad y Reyes: Destaca la llegada de los Reyes Magos el día 5 de enero por la noche, que tras pasar por el poblado entregan a los niños sus regalos en una acto realizado en el cine de la pedanía.

## Gastronomía
Entre la gastronomía típica de La Encina sobresale la repostería. Así, podemos encontrar gustosos manjares elaborados de manera artesanal, y en horno de leña, como los rollos de vino, de anís, magdalenas, mantecados pardos, mantecados manchegos, pasteles de boniato,... sin olvidar las famosas monas de La Encina.

### Generales
- Esteve, Francisco; Esparcia, José Luis (1991). Historia de La Encina y su estación. Mesidor Ediciones. ISBN 978-84-404-9502-0.
- García Guardiola, Jesús (2006). Arqueología, patrimonio y paisaje: El valle de los Alhorines. Vestigium. Monografías del Museo Arqueológico de Villena, nº 2.
- Ponce, Álvaro; alumnos de la escuela unitaria mixta de La Encina. Estudio geográfico e histórico de La Encina.
- Ayuntamiento de Villena (ed.). PGOU de Villena. Catálogo de elementos, edificios y conjuntos de interés histórico-artístico.